# Scopula cugia
Scopula cugia là một loài bướm đêm trong họ Geometridae.